# 칼레마 모틀란테
칼레마 페트러스 모틀란테(Kgalema Petrus Motlanthe, 1949년 7월 19일 ~ )는 남아프리카 공화국의 정치인이다. 타보 음베키의 뒤를 이어 2008년 9월 25일부터 2009년 5월 9일까지 남아프리카 공화국의 대통령직을 맡았다.
요하네스버그 출신이다. 백인 정권 시절 아파르트헤이트에 반대하는 운동을 하다 투옥된 경력이 있다. 아파르트헤이트 폐지 후 아프리카 민족회의(ANC) 간부로 선출되었다. 2007년 12월 ANC 부총재로 선출되었다. 이후 ANC 총재로 선출된 제이컵 주마와 함께 당권을 다투었다. 한편 ANC의 내분으로 타보 음베키 대통령이 2008년 9월 축출되어 사임하면서, 국회 간선에서 모틀란테는 후임 대통령으로 선출되었다. 그는 음베키 대통령의 남은 임기까지만 집권하도록 되어 있었다. 이듬해 총선에서 ANC가 승리하면서 총재인 제이컵 주마가 대통령이 되었으며, 주마는 그를 부통령으로 임명하였다.

## 역대 선거 결과
| 선거명      | 직책명                     | 대수 | 정당              | 득표율 | 득표수 | 결과 | 당락 |
| ----------- | -------------------------- | ---- | ----------------- | ------ | ------ | ---- | ---- |
| 2008년 선거 | 남아프리카 공화국의 대통령 | 10대 | 아프리카 민족회의 | 84.33% | 269표  | 1위  |      |